# Friedrich Adolf Riedesel
Friedrich Adolf Riedesel zu Eisenbach, né le 3 juin 1738 à Lauterbach, mort le 6 janvier 1800 à Brunswick (Basse-Saxe), était un baron (Freiherr) et général allemand au service du duché de Brunswick-Lunebourg. Il participa notamment à la guerre d'indépendance des États-Unis aux côtés des Britanniques, comme commandant des mercenaires allemands. Il fut capturé par les insurgés après la bataille de Saratoga (1777) et emprisonné à Charlottesville, en Virginie, avec son épouse Friederike Riedesel qui a laissé un journal intime sur cette campagne. Il fut libéré en 1781.